# People (альбом Барбры Стрейзанд)
People — четвёртый сольный альбом Барбры Стрейзанд, вышедший в сентябре 1964 года на лейбле Columbia Records. Заглавная песня — новая версия хита, исполненного самой Стрейзанд в бродвейском мюзикле Смешная девчонка. Этот альбом стал первым в карьере Барбры, возглавивший хит-парад Billboard Top LPs. Диск продержался на первом месте 5 недель и был сертифицирован как платиновый.

## Об альбоме
Песня «People» была записана 20 декабря 1963 года в студии Colubmia в Нью-Йорке. Майк Берникер провёл сессию, во время которой четыре песни из предстоящего бродвейского шоу Барбры, Смешная девчонка, были записаны для выпуска как 7-дюймовые синглы: «I Am Woman», «Who Are You Now», «Cornet Man» и «People». Аранжировки были созданы Питером Матцем.
«People» была подготовлена как заглавная песня мюзикла Смешная девчонка — который все ещё готовился к премьере на Бродвее. Это Питер Дэниэлс сыграл соло на фортепьяно во время интерлюдии перед «People». Питер Матц сказал автору Шону Консидайну, что «они взяли неправильную ноту в одном месте… версия, которую выпустили, была всё с той же неправильной нотой. Вокал Барбры на той версии был лучше, поэтому они махнули рукой на недостатки».
«People» с би-сайдом «I Am Woman» был выпущен как 7-дюймовый сингл в январе 1964 года.
Премьера мюзикла Смешная девчонка состоялась 26 марта 1964… и привела к огромному успеху Стрейзанд.
Однако, она не начинала записывать альбом People до 24 июля 1964. С той сессии Columbia тщательно отобрали две песни для выпуска как другой 7-дюймовый сингл: «Absent Minded Me» и «Funny Girl». Промопостер, появляющийся в Billboard, рекламировал этот релиз как песни с нового альбома Барбры People, который должен скоро выйти. Сингл был выпущен в августе 1964 года.
Тем временем, Барбра вернулась в студию с продюсером Бобом Мерси 4 и 11 августа 1964 года и записала большинство песен, которые появляются на People («Quiet Night» and «Where’s That Rainbow», записанные в 1964 года для People — но не использованные — через год были выпущены на альбоме My Name Is Barbra, Two...).
Кроме того, Барбра записала «Don’t Like Goodbyes», «Autumn» и «Will He Like Me» дважды — с аранжировками Питера Матца и Рея Эллиса. Рей Эллис записывался с Барброй на одной сессии 21 августа 1964 года.
«How Does the Wine Taste?» была взята с мюзикла 1962 года, We Take the Town, который никогда не был показан на Бродвее. Шоу, которое закрылось в Филадельфии, с Робертом Престоном в главной роли было основано на сюжете фильма «Вива Вилья!». Продюсер Стюарт Остроу рассказал, что Стрейзанд проходила прослушивание на роль «аристократической мексиканской леди». Роберт Престон, однако, «хотел другую актрису, и я исключил её», — вспоминал Остроу.
Когда People был наконец выпущен — в сентябре 1964 года — Барбра дала открытое интервью, чтобы раскрутить альбом. Интервью на пластинке послали на радиостанции вместе с альбомом, таким образом диджей мог «разговаривать» со Стрейзанд в эфире.

## Коммерческий успех
Альбом дебютировал в чарте Billboard 200 3 октября 1964 года, а спустя четыре недели, 31 октября возглавил его и продержался на вершине 5 недель. 23 марта 1965 года альбом получил золотую сертификацию, а 10 декабря 2003 года был назван платиновым.
People получил несколько наград в 1965 года на премии «Грэмми»: Питер Матц выиграл в категории Best Accompaniment Arrangement for Vocalist or Instrumentalist; Стрейзанд победила в Лучшее вокальное исполнение с People. Альбом People был также номинирован в номинации Альбом года, а песня «People» — Запись года.
Альбом Барбры 1964 года, People, несколько раз издавался на компакт-диске. В 1994 года звукооператор Стрейзанд, Джон Арриас, сделал ремастеринг многих её дисков. Версию 1994 года считают лучшей по сравнению с изданием 2002 года. Американские же поклонники были недовольны, что в 2002 году Sony BMG выпустили альбом в Европе с бонус-треком, отсутствующем в американском издании: «I Am Woman» (Single Version), которая никогда не появлялась на альбомах Стрейзанд или в цифровой форме до 2002 года.

## Обложка альбома
Использованная на обложке альбома фотография была сделана Доном Бронштейном, в то время, когда Барбра была в Чикаго, на пляже Мичиган-Авеню около известного отеля Drake. Барбра и Дон Бронштейн сделали фотографии на рассвете после её выступления в ночном клубе «Mr. Kelly’s» (Бронштайн выиграл Грэмми за Лучшую обложку альбома — Роберт Кэто, который разделил с ним премию, был художественным руководителем Columbia).
Хэнк Паркер, фотограф из округа Колумбия, сфотографировал Барбру в образах различных людей для оборотной стороны обложки.
В 1966 году Hallmark, британский лейбл, выпустил People с абсолютно новым оформлением. Pickwick, который владел Hallmark, стала первой компанией, которая использует эксклюзивные лицензионные соглашения с крупнейшими звукозаписывающими компаниями. Много лет это был официальный выход бюджета для таких лейблов, как RCA и CBS — то есть Columbia.

## Список композиций
| №  | Название                               | Автор(ы)                  | Длительность |
| -- | -------------------------------------- | ------------------------- | ------------ |
| 1. | «Absent Minded Me»                     | Боб Меррилл, Джул Стайн   | 3:07         |
| 2. | «When in Rome (I Do as the Romans Do)» | Сай Коулман, Кэролин Ли   | 2:57         |
| 3. | «Fine and Dandy»                       | Кей Свифт, Пол Джеймс     | 2:49         |
| 4. | «Supper Time»                          | Ирвинг Берлин             | 2:47         |
| 5. | «Will He Like Me?»                     | Джерри Бок, Шелдон Харник | 2:34         |
| 6. | «How Does the Wine Taste?»             | Мэтт Дуби, Гарольд Карр   | 2:36         |

| №  | Название              | Автор(ы)                             | Длительность |
| -- | --------------------- | ------------------------------------ | ------------ |
| 1. | «I’m All Smiles»      | Майкл Леонард, Герберт Мартин        | 2:09         |
| 2. | «Autumn»              | Ричард Молтби мл., Дэвид Шир         | 1:57         |
| 3. | «My Lord and Master»  | Оскар Хаммерстайн II, Ричард Роджерс | 2:59         |
| 4. | «Love Is a Bore»      | Сэмми Кан, Джимми Ван Хьюзен         | 2:08         |
| 5. | «Don’t Like Goodbyes» | Гарольд Арлен, Трумен Капоте         | 3:14         |
| 6. | «People»              | Меррилл, Стайн                       | 3:40         |

| №  | Название                      | Автор(ы)       | Длительность |
| -- | ----------------------------- | -------------- | ------------ |
| 1. | «I Am Woman» (single version) | Меррилл, Стайн | 2:52         |

## Над альбомом работали
- Барбра Стрейзанд — вокал
- Роберт Мерси[англ.] — продюсер
- Питер Дениэлс — фортепиано
- Питер Матц[англ.] — аранжировщик и дирижёр
- Рей Эллис[англ.] — аранжировщик и дирижёр